# Collinsville (Illinois)
Collinsville – miasto w Stanach Zjednoczonych, w stanie Illinois, w hrabstwie St. Clair.